# Talix
|  | Per a altres significats, vegeu «Muntanyes Talix». |

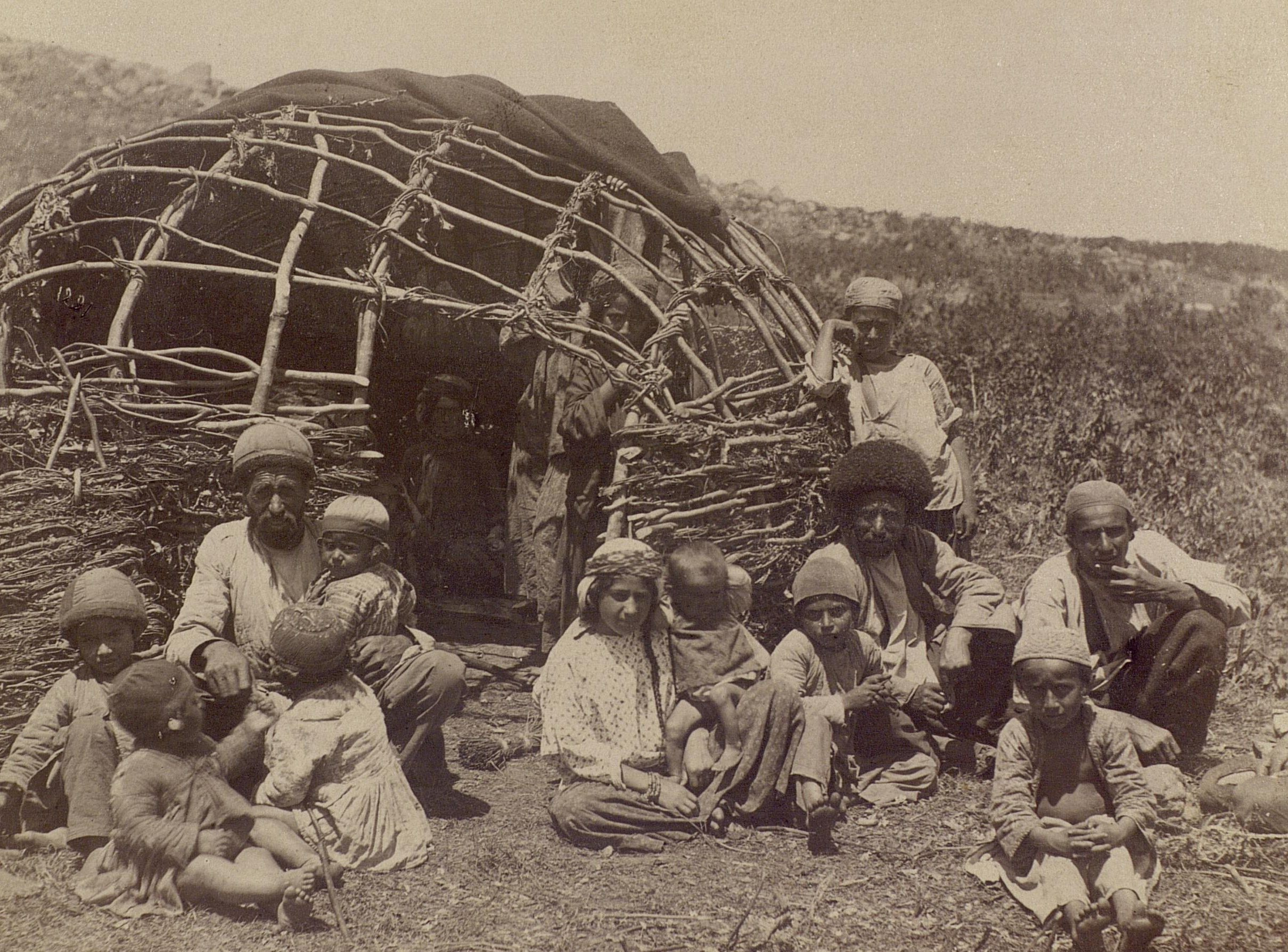
Grup de talix a principis del

Els talix són un poble indígena iranià a la regió entre Azerbaidjan i l'Iran al sud-oest de la mar Càspia. Parlen la llengua talixi (estesa per les províncies de Gilan i Ardabil a l'Iran, i pel sud de l'Azerbaidjan). Un comtat de la província de Gilan es diu Talesh. El poble talix és de tipus caucàsic i de raça europea. Els talix s'identifiquen amb els clàssics cadusis (el nom talix pot relacionar-se etimològicament amb cadusi o lysi). No es coneix el nombre de persones d'ètnia talix actualment, ja que s'està practicant un genocidi cultural molt fort amb alteracions ètniques forçades per l'emigració, i prohibicions de qualsevol identitat talix (a l'Azerbaidjan la política del govern els va forçar la integració de les minories talix, tats i lesguians). Els talix parlen una llengua amb dos dialectes, un a l'Azerbaijan i un a l'Iran, i entre ells no es poden comprendre. Els talix a l'Iran podrien ser fins a un milió i els de l'Azerbaidjan segons els nacionalistes són uns 400.000 si bé els parlants aquí són només 200.000, mentre el cens oficial només reconeix 80.000 talixs tot i que en privat es reconeix que la xifra real és superior.